# Jay Reatard
Jimmy Lee Lindsey Jr., plus connu sous le nom de scène de Jay Reatard, né le 1er mai 1980 et mort le 13 janvier 2010, était un musicien de garage punk américain originaire de Memphis dans le Tennessee. Il enregistra des albums en tant qu'artiste solo et aussi, entre autres, en tant que membre des groupes The Reatards et The Lost Sounds.

## Biographie

### Années 1990
Lindsey commence à enregistrer de la musique à l'âge de 15 ans. Fan des Oblivians depuis un concert à Memphis avec Rocket from the Crypt, il tape dans l'oreille de Eric Friedl de Goner records avec sa première cassette démo.
Lindsey monte son premier groupe The Reatards et se surnomme Jay Reatard ("attardé"). La première sortie est un EP 7” Get Real Stupid sur lequel Lindsey joue tous les instruments : guitare, chant et percussion, en tapant sur un tonneau. Greg Cartwright des Oblivians va ensuite jouer brièvement avec Jay, notamment sur scène et participera à l'enregistrement de la première cassette Fuck Elvis, Here's The Reatards (No-Fi Records).
Pour le second album, Lindsey recrute un backing band : Steve Albundy à la basse et Elvis Wong à la batterie. Teenage Hate, le premier LP en tant que trio sort en 1998 sur Goner Records, suivi par Grown Up Fucked Up sur eMpTy Records (US) et de nombreux singles sur différents labels. The Reatards font leur première tournée européenne en 1998, Lindsey a tout juste 18 ans.

### Années 2000
En 2001 Lindsey commence à travailler avec Alicja Trout et Rich Crook sous le nom de Lost Sounds (en). Le groupe se démarque par l'alternance de chant masculin et féminin, et l'utilisation de synthétiseurs. Lost Sounds se sépare en 2005.
Compositeur prolifique, Lindsey va multiplier les projets parallèles et les sorties discographiques. Il joue notamment dans Bad Times avec Eric Friedl et King Louie Bankston, qui splitte après un seul concert, The Final Solutions, Terror Vision, Destruction Unit ou Angry Angles.
En 2004, il monte le label Shattered Records avec son ex petite amie Alix Brown du groupe d'Atlanta the Lids et sort uniquement des éditions vinyles en petite quantité : Kajun SS, Jack Oblivian, Tokyo Electron, Reatards, Final Solutions, Terror Visions, Angry Angles, Carbonas, Rat Traps, Digital Leather et the Knaughty Knights.
2006 est l'année de la sortie de Blood Visions  sur In the Red records, son premier album solo sous le nom de Jay Reatard. Deux ans plus tard, il signe un contrat avec le label Matador Records, alors qu'il est courtisé par de nombreux labels et des majors comme Universal, Columbia, Vice Records ou encore Fat Possum. En octobre 2008, Matador sort la compilation Singles '08 compilant les six singles sortis dans l'année par Jay Reatard.
Son premier album pour Matador sera finalement le dernier. Watch Me Fall sort en août 2009.

### Décès
Lindsey a été retrouvé mort à son domicile de Memphis, vers 3h30 du matin le mercredi 13 janvier 2010. Il avait 29 ans. Les médecins chargés de faire l’autopsie ont déclaré que Jimmy Lee Lindsey Jr avait succombé à un mélange entre cocaïne et alcool, alors qu’il était déjà affaibli.
Dans leur album Halcyon Digest sorti en septembre 2010, le groupe Deerhunter rend hommage à Jimmy Lee Lindsey Jr avec la chanson He Would Have Laughed.
Un documentaire Better Than Something: Jay Reatard est sorti en DVD en 2012. Le film, réalisé par Alex Hammond et Ian Markiewicz présente des enregistrements réalisés avec Jay Reatard en avril 2009 des captations live et des témoignages de ses proches.
En 2013, le label lyonnais Teenage Hate Records sort A French Tribute to Jay Reatard avec 15 artistes français. Cheveu, Magnetix, Kap Bambino, Bikini Machine & Didier Wampas, The Limiñanas font partie du tracklisting.

## Discographie

### Avec The Reatards
Albums
- Teenage Hate LP/CD (1998, Goner)
- Grown Up, Fucked Up LP/CD (1999, Empty)
- Live LP (2004, Goner)
- Bedroom Disasters LP/CD (2004, Empty)
- Not Fucked Enough LP/CD/CD-R (2005, Empty/Shattered)

45/EP
- Get Real Stupid 7" (1998, Goner)
- Get Out Of Our Way 7" (1999, Blahll!)
- Your So Lewd 7" (1999, Empty)
- Untitled 7" (2002, SSLD)
- Monster Child 7" (2004, Zaxxon)
- Plastic Surgery 7" (2005, Shattered)
- Totally Shattered Euro Tour 7" (2005, Split with Angry Angles and Tokyo Electron, Kenrock)
- I Lie Too 7" (2006, Zaxxon Virile Action)

### Avec The Lost Sounds
Albums
- Memphis Is Dead LP/CD (2001, Big Neck!)
- Black-Wave 2xLP/CD (2001, Empty)
- Rats Brains & Microchips LP/CD (2002, Empty)
- Lost Sounds LP/CD (2004, In the Red)

45/EP
- Plastic Skin 7" (2000, Solid Sex Lovie Doll)
- 1 + 1 = Nothing 7" (2001, Empty)
- Split 7" with The Vanishing (2003, Cochon)
- Ice Age 7" (2004, Holy Cobra Society)
- Future Touch 12"EP/CDEP (2004, In the Red)

Compilations
- Outtakes & Demos Vol. 1 CD-R (2001, Contaminated)
- Outtakes & Demos Vol. 1 LP (2002, Hate)
- Recent Transmissions: Demos & Outtakes Vol. 2 CD (2002, Contaminated)
- Demos II CD (2003, On/On Switch)
- Demos & Outtakes Vol. 2 3x7" (2004, Rockin' Bones)

### Avec Bad Times
- Bad Times LP (2001, Goner/Therapeutic)
- Bad Times (Re-Release) CD (2002, Sympathy For The Record Industry)

### Avec The Final Solutions
Albums
- Disco Eraser LP/CD (2003, Misprint)
- Songs by Solutions LP/CD (2007, Goner)

45/EP
- Eat Shit 7" (2002, Therapeutic)
- Eye Don't Like You 7" (2005, Shit Sandwich)
- My Love Is Disappointing 7" (2005, Shattered)
- Return To The Motherland 7"  (2006, Frick & Frack)
- FS/DF 7"  (2007, Jethrow)

### Avec Nervous Patterns
Albums
- Nervous Patterns CD-R/CD/LP (2003/2004, Contaminated/Cochon)

45/EP
- You Can't Change 7" (2005, Zaxxon)

### Avec Angry Angles
- Things Are Moving 7" (2005, Shattered)
- Crowds 7" (2005; P. Trash)
- Totally Shattered Euro Tour 7" (2005, Split with Angry Angles and Tokyo Electron; Kenrock)
- Split 7" (2006, Split with Digital Leather, Shattered)
- Apparent-Transparent 7" (2006, Plastic Idol)

### En tant que Terror Visions
- World of Shit LP/CD (2007, FDH)
- Endless Tunnel EP
- Blood in America 7" (Disordered)

### Avec Destruction Unit
- Self-Destruction of a Man LP/CD (2004, Empty)
- Death to the Old Flesh LP/CD (2006, Empty)

### En tant que Jay Reatard
Albums
- Blood Visions LP/CD (2006, In the Red)
- Watch Me Fall LP/CD (2009, Matador)

45/EP
- Hammer I Miss You 7" (2006, Goner)
- Night of Broken Glass 12" (2007, In the Red)
- Split with the Boston Chinks 7" (2007, P. Trash)
- In the Dark 7"/6" (2007, Squoodge)
- I Know a Place 7" (2007, Goner)
- Blood Demo 7" (2008, Stained Circles)
- See/Saw 7" (2008, Matador)
- Painted Shut 7" (2008, Matador)
- Always Wanting More 7" (2008, Matador)
- Fluorescent Grey 7" (2008, Matador)
- Trapped Here 7" (2008, Matador)
- No Time 7" (2008, Matador)
- Hang Them All 7" (2009, Split with Sonic Youth, Matador)
- Telephone Network Voltage 7" (2009, Split with Thee Oh Sees, Shattered)
- It Ain't Gonna Save Me 7" (2009, Matador)

Compilations
- Singles 06-07 LP/CD/DVD (2008, In the Red)
- Matador Singles '08 (2008, Matador)
- Greatest Messes [Digital Release] (2009, Shattered)

Compilation appearances
- We Heart The Blowtops – Tribute 7" [Track: Venom Victims Wine] (2006, Big Neck)

Tribute Album
- A French Tribute To Jay Reatard (2013, Teenage Hate Records)

## Sources
- (en) Cet article est partiellement ou en totalité issu de l’article de Wikipédia en anglais intitulé « Jay Reatard » (voir la liste des auteurs).